# 沈吉燮
沈 吉燮（シム・ギルソプ、朝鮮語: 심길섭、1909年11月27日または1910年7月29日 - 1975年8月8日）は、大韓民国の実業家、政治家。第5代韓国国会議員。
本貫は青松沈氏。字は而正、号は藍山。

## 経歴
慶尚北道青松郡巴川面出身。京城第1公立高等普通学校（現・京畿高等学校）、普成専門学校（現・高麗大学校）卒。1952年4月の地方議会選挙では巴川面議会議員に当選し、1960年の第5代総選挙では青松郡選挙区から民主党所属の民議員に当選した。また、豊基金融組合理事、花木醸造株式会社社長、青松中高等学校創立期成会会長、慶尚北道教育委員、民主党中央委員、青松体育会顧問、豊基産業組合青松出張所長などを務めた。
1975年8月8日、ソウル市西大門区の自宅で老衰により死去。享年66。

## エピソード
大韓民国国会成立以降、初の沈姓の当選者である。